# إيفرت غرينبوم
إيفرت غرينبوم (بالإنجليزية: Everett Greenbaum) هو كاتب سيناريو أمريكي، ولد في 20 ديسمبر 1919 في بوفالو في الولايات المتحدة، وتوفي في 11 يوليو 1999 في لوس أنجلوس في الولايات المتحدة.

## وصلات خارجية
- إيفرت غرينبوم على موقع IMDb (الإنجليزية)
- إيفرت غرينبوم على موقع ألو سيني (الفرنسية)
- إيفرت غرينبوم على موقع أول موفي (الإنجليزية)
- إيفرت غرينبوم على موقع قاعدة بيانات الأفلام السويدية (السويدية)
- إيفرت غرينبوم على موقع قاعدة بيانات الفيلم (الإنجليزية)
- إيفرت غرينبوم على موقع كينوبويسك (الروسية)